# Björn Glasner
Björn Glasner (Bad Neuenahr-Ahrweiler, 5 mei 1973) is een Duits voormalig wielrenner. Glasner beoefende sinds 1978 de wielersport en kreeg zijn eerste professionele contract aangeboden in 1996 door Team Die Continentale Dortmund. Anno 2009 stond Glasner onder contract bij het Duitse Team Kuota-Indeland.

## Palmares
2000
- 4e etappe Ronde van Beieren

2002
- 2e etappe Giro del Capo

2004
- Eindklassement Ronde van Rijnland-Palts

2007
- 4e etappe Ronde van Rijnland-Palts
- 2e etappe Ronde van Oost-Java
- 3e etappe Ronde van Oost-Java
- Eindklassement Ronde van Oost-Java

2008
- 5e etappe Ronde van Thailand

## Resultaten in voornaamste wedstrijden
| Jaar | Rund um den Henninger-Turm |
| ---- | -------------------------- |
| 2006 | 14e                        |
| 2008 | 8e                         |